# قرار مجلس الأمن التابع للأمم المتحدة رقم 1056
قرار مجلس الأمن التابع للأمم المتحدة رقم 1056، المتخذ بالإجماع في 29 مايو 1996، بعد إعادة التأكيد على جميع القرارات السابقة بشأن الصحراء الغربية، ناقش المجلس خطة التسوية للصحراء الغربية، بما في ذلك تعليق عملية تحديد هوية الناخبين، ومدد ولاية بعثة الأمم المتحدة للاستفتاء في الصحراء الغربية حتى 30 نوفمبر 1996.
وشدد مجلس الأمن على أهمية وقف إطلاق النار كجزء من خطة الأمم المتحدة للسلام. وعلى الرغم من الصعوبات، فقد تم تحديد أكثر من 60 ألف ناخب للاستفتاء على تقرير المصير. ولإحراز مزيد من التقدم، ذكر المجلس أن الطرفين لديهما رؤية للفترة التي تلي الاستفتاء.
وأعاد المجلس مرة أخرى تأكيد التزامه بإجراء استفتاء لتقرير المصير لشعب الصحراء الغربية، وفقاً لخطة التسوية. وأعرب عن أسفه لأن الأطراف لم ترغب في التعاون مع بعثة الأمم المتحدة للاستفتاء في الصحراء الغربية للسماح لها بإكمال تحديد هوية الناخبين، وبالتالي تم تعليق العملية. وافق القرار على توصية الأمين العام بطرس بطرس غالي بخفض العنصر العسكري للبعثة بنسبة 20٪ لأن ذلك لن يؤثر على القدرة العملياتية لقوة حفظ السلام. وأعرب مجلس الأمن عن ارتياحه لالتزام الأطراف بوقف إطلاق النار وطلب منهم إبداء حسن النية بالإفراج عن السجناء السياسيين والتعجيل بتنفيذ خطة السلام.
وأيد اقتراح الأمين العام الاحتفاظ بمكتب سياسي لمواصلة الحوار بين الطرفين. وبعد تمديد ولاية بعثة الأمم المتحدة للاستفتاء في الصحراء الغربية حتى 30 نوفمبر / تشرين الثاني 1996، أكد المجلس أنه إذا لم يتم إحراز تقدم بين المغرب وجبهة البوليساريو، فسيتم النظر في إجراء تخفيضات أخرى في بعثة الأمم المتحدة للاستفتاء في الصحراء الغربية. ولكن استئناف عملية تحديد الهوية سيدعم إذا تم إحراز تقدم. وأخيراً، اختتم القرار بالطلب من الأمين العام تقديم تقرير عن تنفيذ القرار الحالي بحلول 10 تشرين الثاني / نوفمبر 1996.

## روابط خارجية
- نص القرار في undocs.org